# Predrag Pašić
Predrag Pašić (Sarajevo, 18 de outubro de 1958) é um ex-futebolista profissional croata, que atuava como meia-atacante.

## Carreira
Predrag Pašić fez parte do elenco da Seleção Iugoslava de Futebol da Copa do Mundo de 1982.